# San Pedro Palmiches
San Pedro Palmiches es un municipio y localidad española de la provincia de Cuenca, en la comunidad autónoma de Castilla-La Mancha. El término municipal tiene una población de 56 habitantes (INE 2024).

## Historia
A mediados del siglo XIX, el lugar contaba con una población censada de 143 habitantes. La localidad aparece descrita en el decimosegundo volumen del Diccionario geográfico-estadístico-histórico de España y sus posesiones de Ultramar de Pascual Madoz de la siguiente manera:

PEDRO PALMICHES (San): v. con ayunt. en la prov. y dióc. de Cuenca (8 leg.), part. jud. de Priego (1) , aud. terr. de Albacete (30) y c. g. de Castilla la Nueva, Madrid (21). sit. en una altura y á la márg. del r. Guadiela: su clima es frio, combatido por los vientos de N. y O. y poco propenso á enfermedades. Consta de 70 casas de mala construccion, cárcel, casa de ayunt. todo bajo un mismo edificio, escuela de primeras letras concurrida por 26 niños y dotada con 400 rs., y para surtido de los vec. 2 fuentes de agua dulce y otra de salobre fuera de la v.; la igl. parr. (San Pedro) está servida por un cura de entrada y un sacristan; anejos de esta los desp. denominados Llanes y Bronchales: en la principal calle del pueblo hay una ermita bajo el titulo de la Virgen del Carmen. El térm. confina por N. con Albendea; E. Priego y Villaconejos; S. Cañaveras, y O. Canalejas y Castejon: su terreno es montuoso y de inferior calidad; le cruza el r. Guadiela ya descripto, sobre el que hay un puente de tres ojos denominado de Maestre, y un molino harinero: tambien hay en su jurisd. una deh. poblada de pinos y carrascas con buenos pastos: los caminos son locales y en mal estado: la correspondencia se recibe de Priego los domingos, miércoles y viernes, y sale lunes y jueves. prod.: trigo tranquillon, cebada, avena, escaña, aceite, vino y algunas hortalizas; se cria ganado lanar, caza de liebres, conejos y perdices y pesca de truchas, anguilas, barbos y luinas. ind.: la agrícola, 2 molinos, uno harinero y otro de aceite. comercio: la venta de granos, aunque poca, y de aceite, y la importacion de arroz, bacalao y telas ordinarias con otros art. de consumo diario. pobl.: 36 vec., 143 alm. cap. prod.: 631,900 rs. imp.: 31,595. El presupuesto municipal asciende á 2,500 rs. y de ellos se pagan al secretario de ayunt. 900 y se cubren con el fondo de propios y otros arbitrios.
(Madoz, 1849, p. 745)

## Demografía
San Pedro Palmiches cuenta con una población de 56 habitantes (INE 2024).
| Gráfica de evolución demográfica de San Pedro Palmiches entre 1842 y 2021                                           |
| |
| Población de derecho según los censos de población del INE Población de hecho según los censos de población del INE |

| 1991 |  | 1996 |  | 2001 |  | 2004 |  | 2010 |  | 2013 |  | 2015 |
| ---- |  | ---- |  | ---- |  | ---- |  | ---- |  | ---- |  | ---- |
| 127  |  | 111  |  | 110  |  | 96   |  | 86   |  | 77   |  | 70   |